# Jaime Saldarriaga
Jaime Saldarriaga (Medellín, 1956 - Barranquilla, 10 de abril de 1986)  fue un actor de televisión colombiano, cuya corta carrera se desarrolló entre las décadas de 1970 y 1980.

## Biografía

### Carrera en la televisión
Hijo del actor José Saldarriaga y hermano del libretista Ricardo Saldarriaga, Jaime inició su carrera en la década de 1970, registrando participaciones en series de televisión como Manuelita Sáenz y Lejos del nido. En la década de 1980 su nombre empezó a ser reconocido en los medios colombianos, especialmente por su aparición en series como El Virrey Solís, La tregua, El cazador nocturno, El hombre de negro, La abuela y Casabrava. Pero fue en 1985 cuando realmente su imagen despuntó en la televisión colombiana, luego de protagonizar la telenovela El siete mujeres, en el papel de Emilio Góngora, un costeño mujeriego y de mal carácter.

### Fallecimiento
En la madrugada del 10 de abril de 1986, Saldarriaga fue asesinado a la salida de la discoteca Shadow de Barranquilla. Inicialmente, los rumores apuntaban a que el asesinato había sido cometido por alguien que, celoso por su destacado papel en la telenovela El siete mujeres, decidió acabar con su vida. Sin embargo, con el paso del tiempo salieron a la luz nuevas versiones, ninguna logrando esclarecer por completo el hecho. Junto a Saldarriaga fallecieron dos mujeres y un hombre, amigos del actor.

## Filmografía destacada
- 1978 - Manuelita Sáenz
- 1978 - Lejos del nido
- 1980 - La tregua
- 1980 - El cazador nocturno
- 1981 - Hato Canaguay
- 1981 - El Virrey Solís
- 1982 - El hombre de negro
- 1984 - Casabrava
- 1985 - El siete mujeres